# ゲオルク・ミヒャエリス
ゲオルク・ミヒャエリス（またはミハエリス、Georg Michaelis, 1857年9月8日 - 1936年7月24日）は、ドイツの大蔵官僚、政治家。第一次世界大戦中の1917年に最初の非貴族出身として、第6代帝国宰相を務めた。独逸学協会名誉会員。

## 経歴
ゲオルク・ミヒャエリスはシュレージエン地方のハイナウ（現在のポーランド領シロンスク地方、ドルヌィ・シロンスク県ホイヌフ）出身。父のフリードリヒ・ミカエリス（1726-1781）は弁護士の家系でフリードリヒ大王時代のブランデンブルク選帝侯の大臣を務めていた。父は1866年、フランクフルトで亡くなった。母フォン・チルチスキーは将校で復興運動家カール・フォン・チルチスキー＝ベーゼンドルフ（1802-1833）の娘。ゲオルクには6人の兄弟がおり、それぞれプロイセン軍の少将となったヨハン・ミヒャエリス（1855-1910）と、牧師のヴァルター・ミヒャエリスがいる。ミヒャエリス一家はフランクフルト・アン・デア・オーダーに移り、ゲオルクは1876年から1884年にかけてライプツィヒ大学とヴュルツブルク大学で法律学を学んだ。
この頃、独逸学協会（Society for German Sciences）などの政府高官の呼びかけで、官立ではないものの獨逸学協会学校（ドイツ学協会学校、現在の獨協大学の前身）が設置されており、当時の駐ドイツ公使青木周蔵もその設立に関わっていた。青木は法学博士の派遣をドイツ政府に要請し、ミヒャエリスが指名されたが、この時ミヒャエリスはまだ博士号を持っていなかった。しかし、ゲッティンゲン大学法学部長であるルドルフ・フォン・イェーリングが法学博士を与えるというので現地に向かうと、面接だけで博士号が与えられた。これは、イェーリングの代表作『権利のための闘争』(Der Kampf ums Recht) の初の日本語訳が当校の初代校長である西周によって進められており、イェーリングはその便宜を図るためにミヒャエリスへの博士号授与に同意したためであった。
1885年（明治18年）、日本に招聘され、1889年まで東京に滞在する。この間、獨逸學協會學校教頭、法学教授となり法律学を講義した。帰国後、プロイセン王国政府に入り、1909年6月に大蔵省（財務省）次官となる。第一次世界大戦中の1915年7月、枢密顧問官に指名されるとともに、プロイセン食糧庁 (Reichsgetreidestelle) 長官に就任し、小麦やトウモロコシなど穀物管理に当たった。

### ライヒ宰相就任
ライヒ議会と陸軍最高司令部（OHL）がライヒ宰相テオバルト・フォン・ベートマン・ホルヴェークの辞任を強行すると、1917年7月14日、後任のライヒ宰相・プロイセン首相となる。彼はプロイセン大蔵省次官、戦時食糧庁長官として何度か陸軍最高司令部を訪れ、その無愛想な態度はその場にいた幕僚に好印象を与えた。ミヒャエリスはドイツ初のブルジョワ宰相と評され、ホーエンツォレルン王朝の400年にわたるプロイセンおよびドイツ支配の中で唯一爵位を持たない人物がライヒ宰相に就任したからである。しかし、当時の政府（ライヒ指導部）は事実上軍部が支配していたため、宰相の指導力は名目上も同然だった。10月にミヒャエリスは、挙国連立の崩壊を目論んでいるライヒ議会の社会主義者たちを非難した。これに反発した国民自由党と社会党は、10月24日に皇帝ヴィルヘルム2世に宰相の更迭を陳情した。ミヒャエリスは自伝の中で、自由主義的な選挙制度の改革を求める圧力に屈しなかった自分自身に責任があると記している。ライヒ議会議員たちは彼の後任として、バイエルンの貴族であるゲオルク・フォン・ヘルトリング伯爵を指名することを希望した。10月31日まで宰相の地位にあったが、ライヒ議会を中心とする政治家たちを懐柔しようとしたドイツ軍参謀本部のパウル・フォン・ヒンデンブルクとエーリヒ・ルーデンドルフによって無能を理由に解任された。ミヒャエリスの後任には、すでに75歳の高齢であったカトリック教徒のヘルトリング伯爵が指名され、ドイツ進歩党の領袖であるフリードリヒ・フォン・バイアーが副宰相となった。

### 晩年

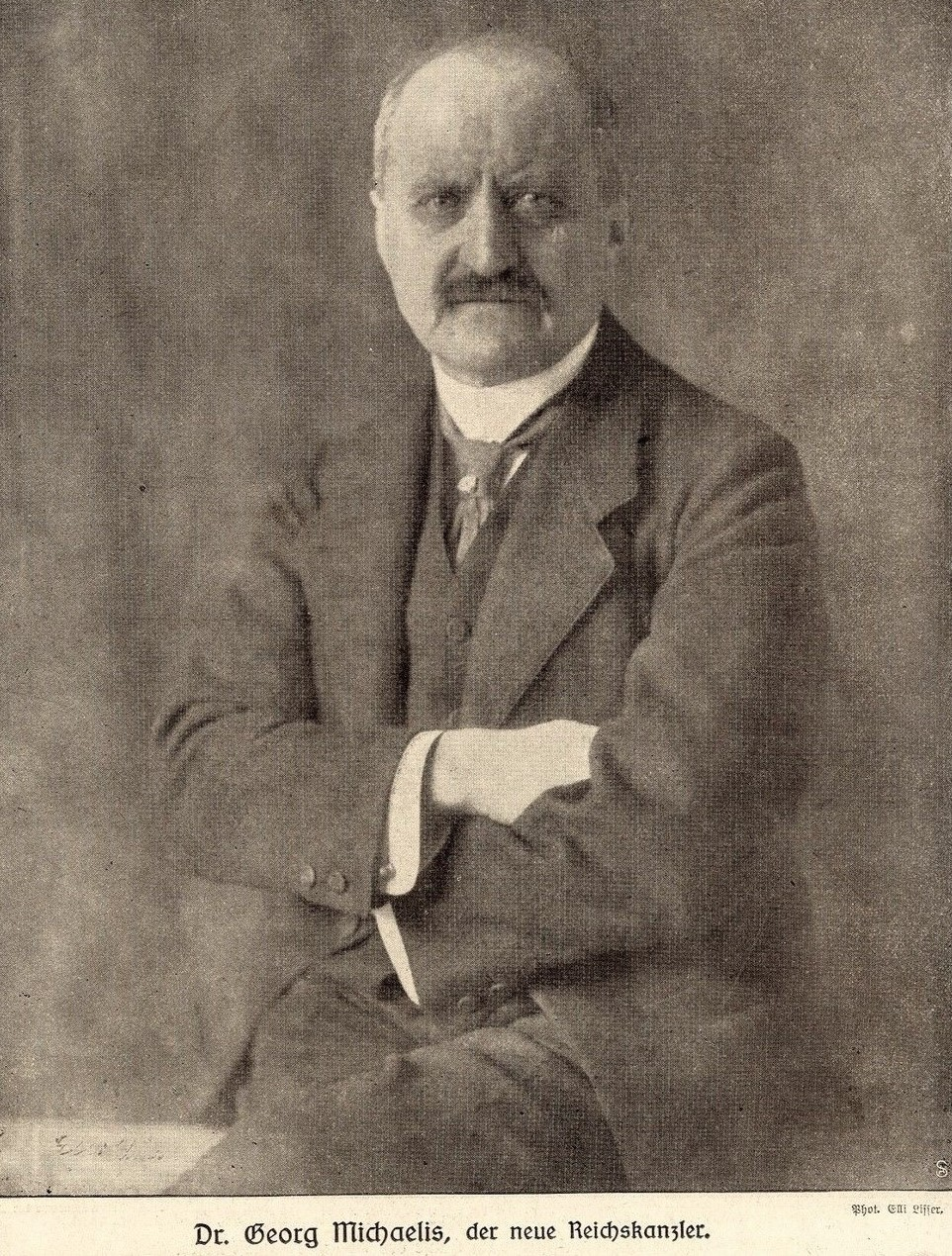
1917年 宰相就任時のミヒャエリス

辞任後、1918年4月1日から1919年3月31日までポンメルンの上級長官を務める。ドイツ革命に際してはポンメルンの労働者兵士評議会と協力したものの、プロイセンに成立したドイツ社会民主党政権によって解任。その後は、経済界や学生組織、プロイセンのルーテル教会などの分野で活動する傍らドイツ国家人民党にも参加している。1921年に回顧録『我が生涯──国家と人民のために』（Für Staat und Volk. Eine Lebensgeschichte）を発表した。1936年7月24日、ミヒャエリスはブランデンブルク州で78歳の生涯を閉じた。

## 著述
- 『経済学史』。1890年、武田律訳。博文社。